# Nehlitz
Nehlitz is een plaats en voormalige gemeente in de Duitse deelstaat Saksen-Anhalt, en maakt deel uit van de Landkreis Saalekreis.
Nehlitz telt 402 inwoners.

## Geschiedenis
De gemeente is op 30 juni 2006 opgeheven en samen met de toenmalige zelfstandige gemeenten Gutenberg, Sennewitz, Teicha en Wallwitz opgegaan in de nieuwe gemeente Götschetal. Vanaf 1 januari 2010 is de voormalige gemeente een Ortsteil van Petersberg